# 默冬
雅典的默冬（希臘語：Μέτων ὁ Ἀθηναῖος）是一位古希腊数学家、天文学家和工程师。他于前5世纪生活在雅典。他最著名的贡献是在阴阳历阿提卡历中引入了周期19年的默冬章来计算日期。默冬也是第一位进行精确的天文观测的希腊天文学家，他观测了前432年6月27日的夏至。

## 歷史背景
一个由12个回归月组成的年约有354天，比太阳年的365.25天少11天。最初雅典人不知道任何有规则的添加闰月的方法，一个官员凭他自己的感觉决定添加闰月。默冬引入了一个引入闰月的公式。他注意到19个太阳年（6940天）与235个回归月几乎相等，在这19年中其偏差只有2小时。因此这19年中需要添加7个闰月。这个规则还可以用来预言日食和月食，它是希腊历法和犹太历的基础。今天复活节的日期还是根据它来计算的。一个世纪后卡利普斯引入的卡利普斯周期代替了默冬章。
约前430年默冬测定一个回归年的长度为365日6小时又19分钟，比今天的测量数据长31分钟。按照默冬的数据19年正好有6940天。

## 其他
在阿里斯托芬的剧《鸟》中默冬作为一个小角色登场。他上场时持测量仪器并被称为是一位几何学家。
默冬的著作皆已佚。